# Pablo Suárez García
Pablo Suárez García (Oviedo, 1973) és un investigador, traductor a l'asturià i acadèmic de l'Acadèmia de la Llengua Asturiana, conegut per les seves traduccions d'obres com Tirant lo Blanc, coeditat amb l'Acadèmia Valenciana de la Llengua, Curial e Güelfa, Proses profanes i la Tragèdia de Caldesa de Joan Roís de Corella. També és l'autor de la versió en asturià d'El Quixot o La Celestina. Abans de ser nomenat acadèmic, havia participat amb la institució en les seves «Xornaes Internacionals d'Estudiu» i va ser premiat en diverses ocasions en els seus Concursos de Recerca. D'altra banda, la seva formació universitària és molt variada: llicenciat en Enginyeria Superior de Telecomunicacions, en Matemàtiques i en Filologia Hispànica, a més de doctor en Filologia per la Universitat d'Oviedo i Especialista en Filologia Asturiana.

## Obres i traduccions
- A la gueta'l coritu: d'El Picu Coritu trubiecu a la Eneida de Virxilio en Lletres Asturianes número 101 (2009)
- Tirán el Blancu (2012)
- La identificación d'autoría n'asturianu en Lletres Asturianes número 109 (2013)
- La deturpación toponímica n'Asturies en Lletres Asturianes número 110 (2014)
- La torna de los clásicos de la Corona d'Aragón a la llingua asturiana en Revista Mirabilia (2015)
- L'arte la guerra. Sobre'l léxicu bélicu na nuesa llingua en Lletres Asturianes número 112 (2015)
- L'inxeniosu fidalgu don Quixote de la Mancha (2015)
- Curial ya Güelfa (2017)
- Decameró (2018)
- La Celestina (2018)